# 中遠海運港口
中远海运港口有限公司（港交所：1199）是中远集团子公司中远海运控股股份有限公司控股的上市公司，前身为中远太平洋有限公司，1994年12月在香港联合交易所上市，2016年重组为现公司。公司总部位于香港上环皇后大道中183号中远大厦49楼。主要从事集装箱租赁、集装箱码头经营、综合物流及集装箱制造等业务。目前中远海运控股股份有限公司持有中远海运港口66.13%的股权。
2023年底，公司资产总额及负债总额分别约为119.32亿美元及50.89亿美元，资产净值约为66.39亿美元。截至2023年12月31日，总市值约200.99亿港元。2023年度公司收入约14.54亿美元，毛利约4.21亿美元，年度利润约3.94亿美元。2023年集装箱总吞吐量约为1.36亿标准箱。

## 发展历程
2003年6月9日起，中远太平洋有限公司獲選成為恒生指数成份股。     
2010年4月28日，中远太平洋以40.56億港元現金，向馬士基購入和黃（長江和記實業前身）鹽田港口13.7%權益，連同中遠洋原有的股份，其於和黃鹽田港口的權益將增至20.55%。和黃鹽田港口目前持有深圳鹽田一及二期碼頭73%權益，又持有鹽田三期碼頭及西港區65%權益，2008年和黃鹽田港口賺24.88億元，減少一成，而2008年底資產淨值為92億元。
2012年12月19日，中遠太平洋宣佈與招商局國際、中海碼頭發展（香港）組成1家在香港註冊的合資公司，以1.35億美元（約40.5億元新台幣）代價，入股台灣陽明海運旗下高明貨櫃碼頭股份30%股權。
2013年5月20日，中遠太平洋公布以現金代價約12億美元（約95億港元或75.62億元人民幣）出售其間接持有的全部21.8%中國國際海運集裝箱(集團)股份有限公司中集集團(2039)股權予最終控股股東中遠集團。
2014年12月8日，中遠太平洋被剔出恒生指數成份股。
2015年12月11日，中远太平洋以76.32亿元人民币收购收购中海港口发展有限公司，同时以77.84亿元人民币向中海集运出售佛罗伦货箱控股有限公司全部股权。交易完成后，中远太平洋业务将集中于码头港口营运，中国远洋则专注发展集装箱业务。收购事项已于2016年3月18日完成，出售事项已于2016年3月24日完成。
2016年6月16日，中远太平洋董事会建议将公司英文名称由“COSCO Pacific Limited”更改为“COSCO SHIPPING Ports Limited”，并采纳中文名称“中远海运港口有限公司”作为该公司的第二名称，以取代该公司当时使用的中文名称“中远太平洋有限公司”。在7月18日举行的股东特别大会上，该建议作为特别决议案获表决通过，公司新名称自7月22日起生效。自8月25日上午九时正起，股份将以该公司新名称于联交所买卖。该公司的英文股份简称将更改为“COSCO SHIP PORT”，而中文股份简称将更改为“中远海运港口”。